# Mesa de camilha
Mesa de camilha ou camilha é uma peça de mobiliário comum na Península Ibérica, sobretudo antes do final do século XX. Começou por ser aquecedor, servindo depois como suporte a retratos de família.
A estrutura é de madeira, com suporte no interior para a colocação de uma braseira, habitualmente coberta com uma toalha até ao chão.
Atualmente é uma peça de mobiliário usada sobretudo em decorações ou cenários cinematográficos que pretendem recriar a época em que eram comuns.